# Línea 591 (Mar del Plata)
La línea 591 es una línea de colectivos del Partido de General Pueyrredón perteneciente a la empresa Transporte 25 de Mayo, siendo antiguamente operada por la empresa M.O.L.M. y además por la empresa Martin Güemes, pero por un breve período esta última. Cuando se implementó el sistema por colores, esta línea era identificada por el color celeste pero al poco tiempo obtuvo el color rojo como toda la empresa.

## Recorrido
Haciendo Click Aquí podrán consultarse los recorridos de la Línea 591.

### 591A

#### Ida
Av. Victorino Tetamanti - Ignacio Olan - Lobería - Av. Mario Bravo - Av. Victorino Tetamanti - Gutemberg - Int. Andrés Mac Gaul - Calabria - Int. Rufino Inda - Castex - Genova - Av. Fortunato de La Plaza - Calle 152 - Lebensohn - Av. Jacinto Peralta Ramos - Av. Independencia - Av. Pedro Luro - Av. Patricio Peralta Ramos - Buenos Aires - Av. Colon - Las Heras - Alberti - Alsina - Rodriguez Peña - Paunero - Azcuenaga - Gral Rivas - Vicente López.

#### Vuelta
Leandro N. Alem - Pringles - Mendoza - Julio Argentino Roca - Sarmiento - Av. Patricio Peralta Ramos - Diagonal Alberdi Norte - 25 de Mayo - Av. Independencia - Av. Jacinto Peralta Ramos - Av. Fortunato de La Plaza - Castex - Caraza - Monseñor Enrique Rau - Genova - Castex - Int. Rufino Inda - Calabria - Int. Andrés Mac Gaul - Gutemberg - Av. Victorino Tetamanti - Av. Mario Bravo - Lobería - Ignacio Olan - Av. Victorino Tetamanti.

### 591B

#### Ida
Av. Victorino Tetamanti - Ignacio Olan - Lobería - Av. Mario Bravo - Av. Victorino Tetamanti - Gutemberg - Int. Andrés Mac Gaul - Calabria - Int. Rufino Inda - Castex - Av. Jacinto Peralta Ramos - Av. Independencia - Av. Pedro Luro - Av. Patricio Peralta Ramos - Buenos Aires - Av. Colon - Las Heras - Alberti - Alsina - Rodriguez Peña - Paunero - Azcuenaga - Gral Rivas - Vicente López.

#### Vuelta
Leandro N. Alem - Pringles - Mendoza - Julio Argentino Roca - Sarmiento - Av. Patricio Peralta Ramos - Diagonal Alberdi Norte - 25 de Mayo - Av. Independencia - Av. Jacinto Peralta Ramos - Genova - Castex - Int. Rufino Inda - Calabria - Int. Andrés Mac Gaul - Gutemberg - Av. Victorino Tetamanti - Av. Mario Bravo - Lobería - Ignacio Olan - Av. Victorino Tetamanti.